# (2654) Ristenpart
(2654) Ristenpart est un astéroïde de la ceinture principale.

## Description
(2654) Ristenpart est un astéroïde de la ceinture principale. Il fut découvert le 18 juillet 1968 à Cerro El Roble par Carlos Torres et S. Cofré. Il présente une orbite caractérisée par un demi-grand axe de 3,05 UA, une excentricité de 0,09 et une inclinaison de 7,4° par rapport à l'écliptique.

## Compléments